# Cortinarius adalbertii
Cortinarius adalbertii är en svampart som beskrevs av J. Favre ex M.M. Moser 1980. Cortinarius adalbertii ingår i släktet Cortinarius och familjen spindlingar.   Inga underarter finns listade i Catalogue of Life.